# Шихаб ад-дін Баязид-шах
Шихаб ад-дін Баязид-шах (перс. شهاب الدین بایزید شاه; д/н—1414) — султан Бенгалії у 1413—1414 роках.

## Життєпис
Походження є дискусійним. Більшість відомостей свідчать, що він був мамлюком за султанів династії Ільяс-шахів. Втім зустрічається версія, що був сином султана Гамза-шаха, але можливо сам Баязид в подальшому поширював цю версія для виправдання захоплення влади.
Н апочатку 1410-х років ймовірно обіймав значну військову посаду, оскільки після вбивства Гамза-шаха (особисто Баязидом або за його наказом) зумів поставити на трон сина загиблого Мухаммед-шаха. В цьому діяв спільно з впливовим заміндаром Раджою Ганешею. Десь на початку 1413 року було скинуто з трону й Мухаммед-шаха. Баязид оголосив себе султаном.
Загалом продовжував політику Азам-шаха, але заколоти позначили на послабленні становища Бенгальського султанату в Біхарі на користь Джаунпурського султанату та місцевих раджпутських кланів. Відомо про посольство відправлене до мінського імператора Чжу Ді з жирафою в вигляді подарунка та листом, написаному на найтонкішому аркуші з золота. Також відомі монети Баязид-шаха.
1414 року помер або був вбитий за наказом Раджи Ганеши. Трон перейшов до його сина Фіруз-шаха.